# 埃卡德 (伊利諾伊州)
埃卡德（英語：Eckard）是位於美國伊利諾伊州梅森縣的一個非建制地區。該地的面積和人口皆未知。

## 地理
埃卡德的座標為40°19′11″N 89°59′20″W / 40.31972°N 89.98889°W，而該地的平均海拔高度為145米（即476英尺）。